# Katharévussa

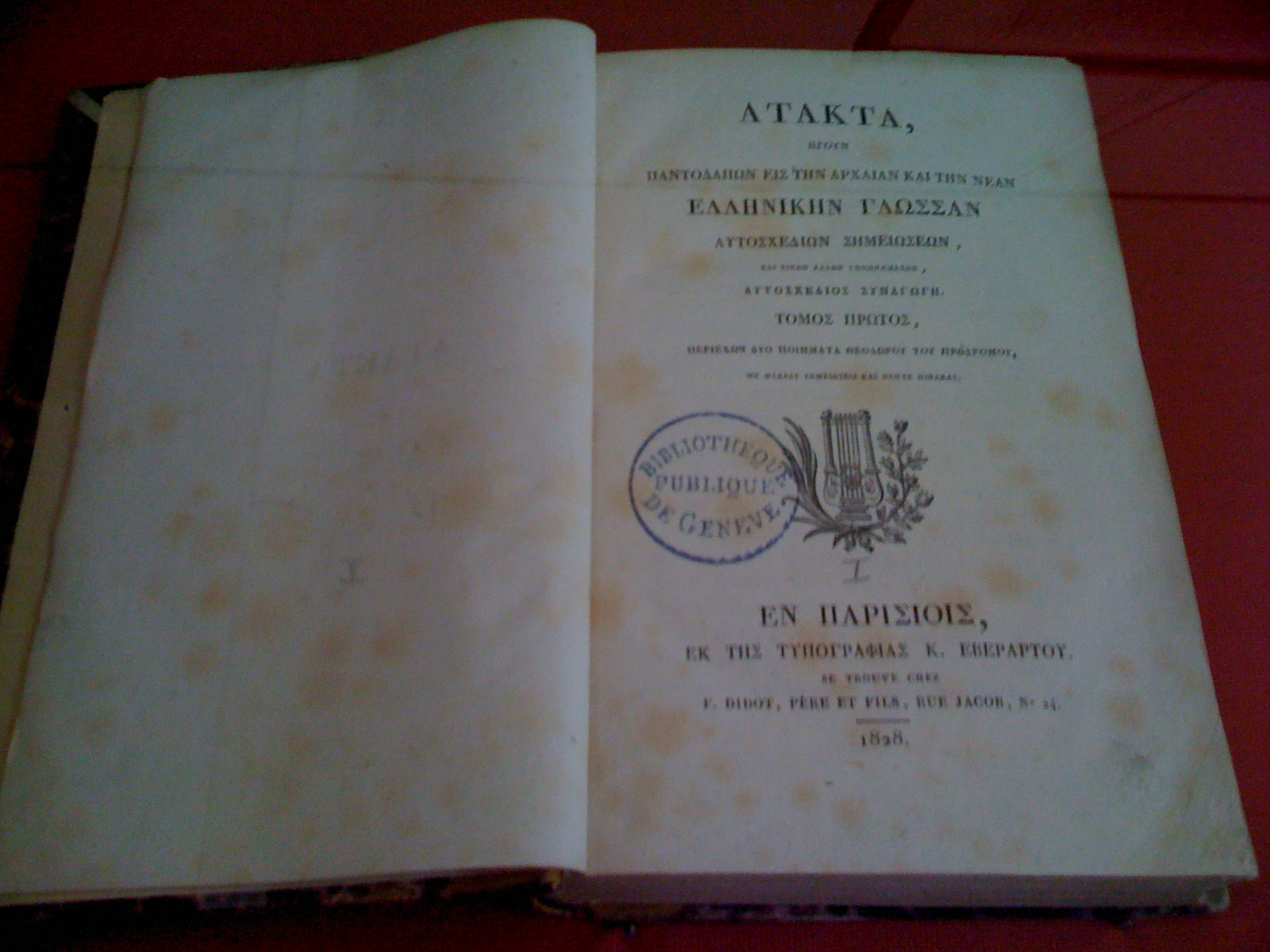
Primer diccionari de llengua grega moderna realitzat per Adamàndios Koraís.

El katharévussa (grec: Καθαρεύουσα, AFI: [kaθaˈɾe̞vusa]), literalment 'llengua pura', és una variant de la llengua grega concebuda al segle xix per l'intel·lectual i revolucionari Adamàndios Koraís (1748–1833). Koraís, que es va graduar el 1788 a la Universitat de Montpeller, va passar la major part de la seua vida exiliat a París. Com que era un acadèmic clàssic, rebutjava la influència romana d'Orient i posterior sobre la societat grega contemporània, i era un crític ferotge de la ignorància i la submissió del clergat grec al poder otomà. Defensava que l'educació era un prerequisit per a l'alliberament grec.
El katharévussa és una variant del grec que es troba entre el grec antic i el grec modern del temps de Koraís. Consisteix en un vocabulari arcaïtzant i una gramàtica més simple que la clàssica.
Un dels objectius del katharévussa era fer de compromís en el debat entre els partidaris del retorn a les formes arcaiques de la llengua i els partidaris de la llengua parlada de l'època. El katharévussa és una forma de grec que, segons els seus partidaris, equival a la hipotètica evolució que el grec hauria tingut sense influències lingüístiques i culturals externes.

## Història
El primer ús del terme katharévussa el va fer Nikiforos Theotokis l'any 1796.
El katharévussa s'estudiava a les escoles gregues i era emprat amb normalitat en documents públics i situacions formals (trobades de polítics, cartes, papers oficials, diaris...), mentre que el grec demòtic era la llengua parlada familiarment. Açò va crear una situació de diglòssia en què la majoria de la població grega quedava exclosa de les esferes públiques i de l'educació si no acceptaven i aprenien el katharévussa. En el 1976, el grec demòtic va ser declarat la llengua oficial i cap a finals del segle xx el katharévussa es va considerar obsolet, almenys en la seua forma inicial. Tanmateix, el katharévussa va conviure durant dos segles amb el grec demòtic, per la qual cosa moltes regles gramaticals i sintàctiques adoptades pel katharévussa i molt del seu vocabulari arcaïtzant van acabar influint la llengua parlada actualment.
El grec modern actual, en conclusió, no és exactament el grec demòtic que va conviure amb el katharévussa, sinó més aviat el resultat del contacte d'aquestes dues variants, amb la influència contínua del grec hel·lenístic o koiné. Una de les contribucions del katharévussa a la llengua grega actual és el vocabulari relatiu a conceptes que no existien en l'antiguitat, com "periòdic", "policia", "cotxe", "avió", "televisió" i d'altres, que han evitat préstecs directes d'altres llengües. Actualment, en grec modern sovint s'utilitza "katharévussa" per a dir simplement "registre de llengua formal".